# Louis Prosper Cantener
Louis Prosper Cantener est un entomologiste français spécialiste des coléoptères et lépidoptères.

## Biographie
Louis Prosper Cantener est né à Metz le 1er mars 1804 et est mort à Hyères le 21 mars 1847.
Louis Cantener était membre de la Société entomologique de France.

## Publications
- Catalogue des Lépidoptères du département du Var. Rev. Ent. 1 (1) : 69-94 (1833)
- Histoire naturelle des Lepidopteres Rhopaloceres, ou Papillons, Diurnes, des départements des haut et Bas-Rhin, de la Moselle, de la Meurthe, et des Vosges. L. P. Cantener. Roret et Levrault. Paris. (1834-)

### Source
- Jean Lhoste (1987). Les Entomologistes français. 1750-1950. INRA Éditions : 351 p.